# ژواو پسوا، پارائیبا
ژواو پسوا (به پرتغالی: João Pessoa) یک شهر در کشور برزیل است که در مرکز ایالت پارائیبا محسوب می‌شود.

## خصوصیات
ژواو پسوا ۲۱۰٫۵۵۱ کیلومترمربع مساحت و ۷۴۲٬۴۷۸ نفر جمعیت دارد و ۴۰ متر بالاتر از سطح دریا واقع شده‌است.

## خواهرخوانده
شهر آوار خواهرخواندهٔ ژواو پسوا هست.